# Draßmarkt
Draßmarkt (ungarisch Vámosderecske, ab 1899: Sopronderecske, kroatisch Racindrof) ist eine Marktgemeinde mit 1381 Einwohnern (Stand 1. Jänner 2025) im Bezirk Oberpullendorf im Burgenland in Österreich.

## Geografie
Die Gemeinde liegt im Mittelburgenland. Teile des Gemeindegebietes gehören zum Naturpark Landseer Berge.

### Gemeindegliederung
Das Gemeindegebiet umfasst folgende drei Ortschaften (in Klammern Einwohnerzahl Stand 1. Jänner 2025):
- Draßmarkt (979)
- Karl (175)
- Oberrabnitz (227)

Die Gemeinde besteht aus den Katastralgemeinden Draßmarkt, Karl und Oberrabnitz.

### Nachbargemeinden
| Weingraben       | Kaisersdorf                                 | Neutal          |
| Kirchschlag (WB) | Kompassrose, die auf Nachbargemeinden zeigt | Stoob           |
| Pilgersdorf      | Unterrabnitz-Schwendgraben, Piringsdorf     | Steinberg-Dörfl |

## Geschichte
Vor Christi Geburt war das Gebiet Teil des keltischen Königreiches Noricum und gehörte zur Umgebung der keltischen Höhensiedlung Burg auf dem Schwarzenbacher Burgberg.
Später unter den Römern lag das heutige Draßmarkt dann in der Provinz Pannonia.
Die erste urkundliche Erwähnung erfolgte im Jahr 1289 in der Güssinger Fehde (als befestigter Ort „Traizzendorf“). 1425 gehörte der Ort zur Burg Landsee und bildete eine Filialstation zur Einhebung der Maut. Im Laufe der Jahre wandelte sich der Ortsname zu „Tracondorff“ und 1614 zu „Drassendorf“. Im selben Jahr wurde dem Ort von König Matthias Corvinus das Marktrecht und die niedere Gerichtsbarkeit verliehen. 1784 führte der Ort den Namen Drosenmarkt bis sich daraus schlussendlich der Name „Draßmarkt“ bildete.
Der Ort gehörte wie das gesamte Burgenland bis 1921 zu Ungarn (Deutsch-Westungarn). Nach Ende des Ersten Weltkriegs wurde nach zähen Verhandlungen Deutsch-Westungarn in den Verträgen von St. Germain und Trianon 1919 Österreich zugesprochen. Der Ort gehört seit 1921 zum neu gegründeten Bundesland Burgenland (siehe auch Geschichte des Burgenlandes). 1971 wurden die Orte Karl und Oberrabnitz zu Draßmarkt eingemeindet. 1971 erfolgte die Weiterverleihung des Marktrechts an die Gemeinde.

## Kultur und Sehenswürdigkeiten

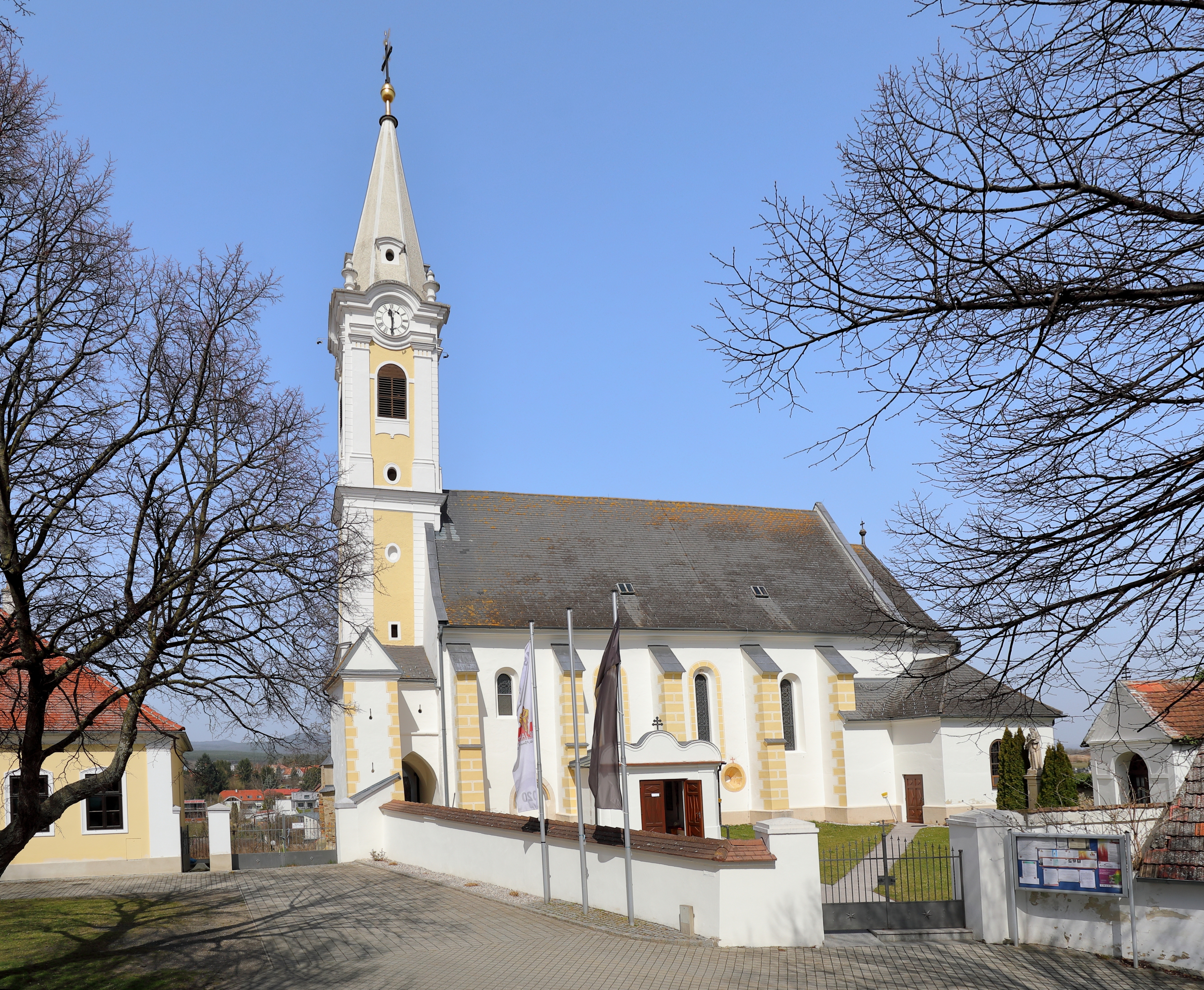
Pfarrkirche Draßmarkt

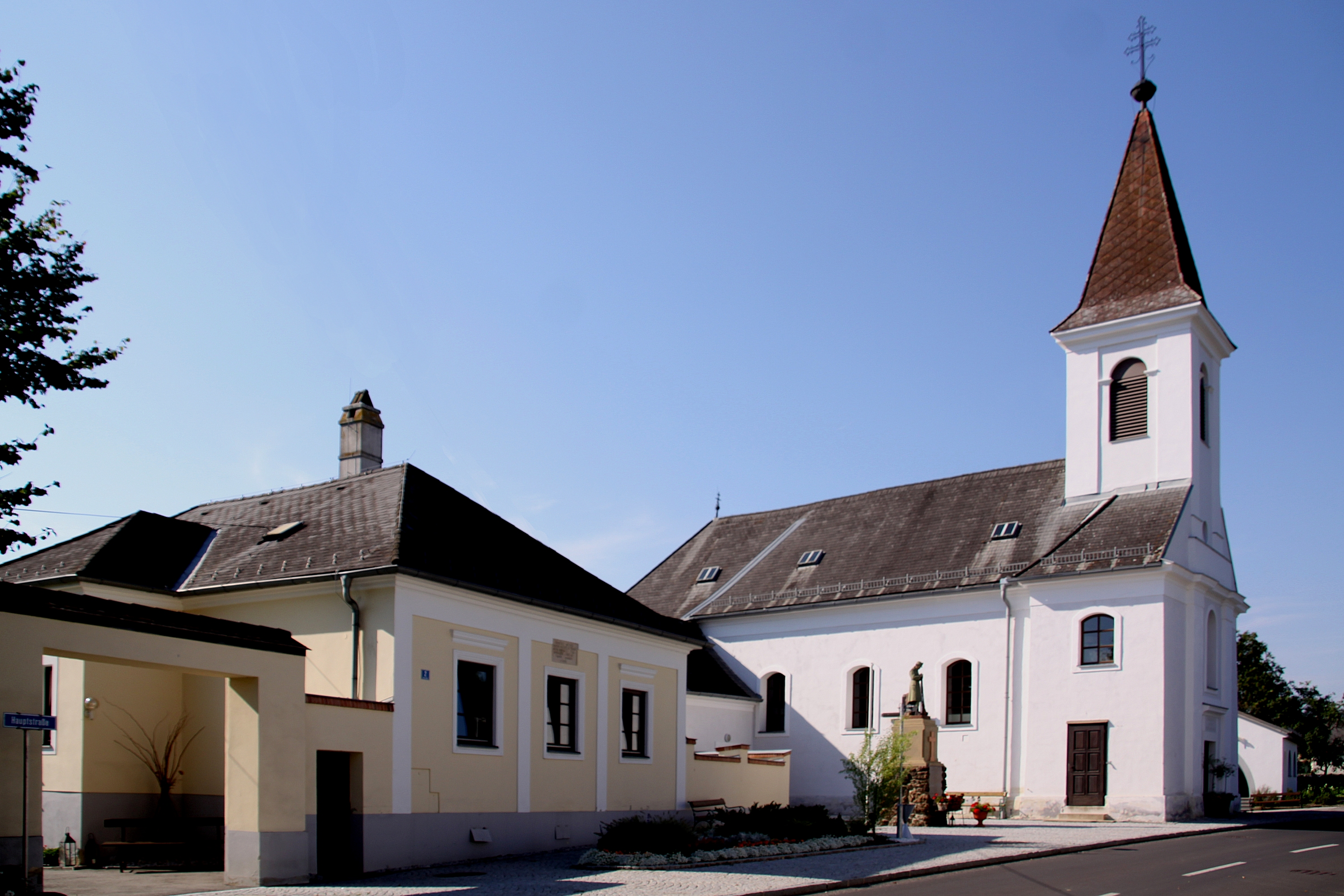
Pfarrkirche Oberrabnitz

### Draßmarkt
- Katholische Pfarrkirche Draßmarkt
- Pranger
- Johannikapelle

### Karl
- Katholische Kirche zur Heiligen Katharina
- Oswaldikapelle

### Oberrabnitz
- Katholische Pfarrkirche Oberrabnitz
- Feuerwehrhaus: altes ungarisches Feuerwehrhaus aus dem 19. Jahrhundert mit altem Löschwagen
- Cholerakreuz
- Kapelle

## Wirtschaft und Infrastruktur

### Wirtschaftssektoren
Von den 51 landwirtschaftlichen Betriebe des Jahres 2010 wurden 23 im Haupt- und 23 im Nebenerwerb betrieben. Einer wurde von einer Personengemeinschaft geführt, vier von juristischen Personen.
| Wirtschaftssektor            | Anzahl Betriebe | Anzahl Betriebe | Erwerbstätige 2) | Erwerbstätige 2) |
| Wirtschaftssektor            | 2011            | 2001            | 2011             | 2001             |
| ---------------------------- | --------------- | --------------- | ---------------- | ---------------- |
| Land- und Forstwirtschaft 1) | 51              | 79              | 41               | 43               |
| Produktion                   | 24              | 9               | 148              | 63               |
| Dienstleistung               | 55              | 48              | 144              | 146              |

1) Betriebe mit Fläche in den Jahren 2010 und 1999, 2) Erwerbstätige am Arbeitsort

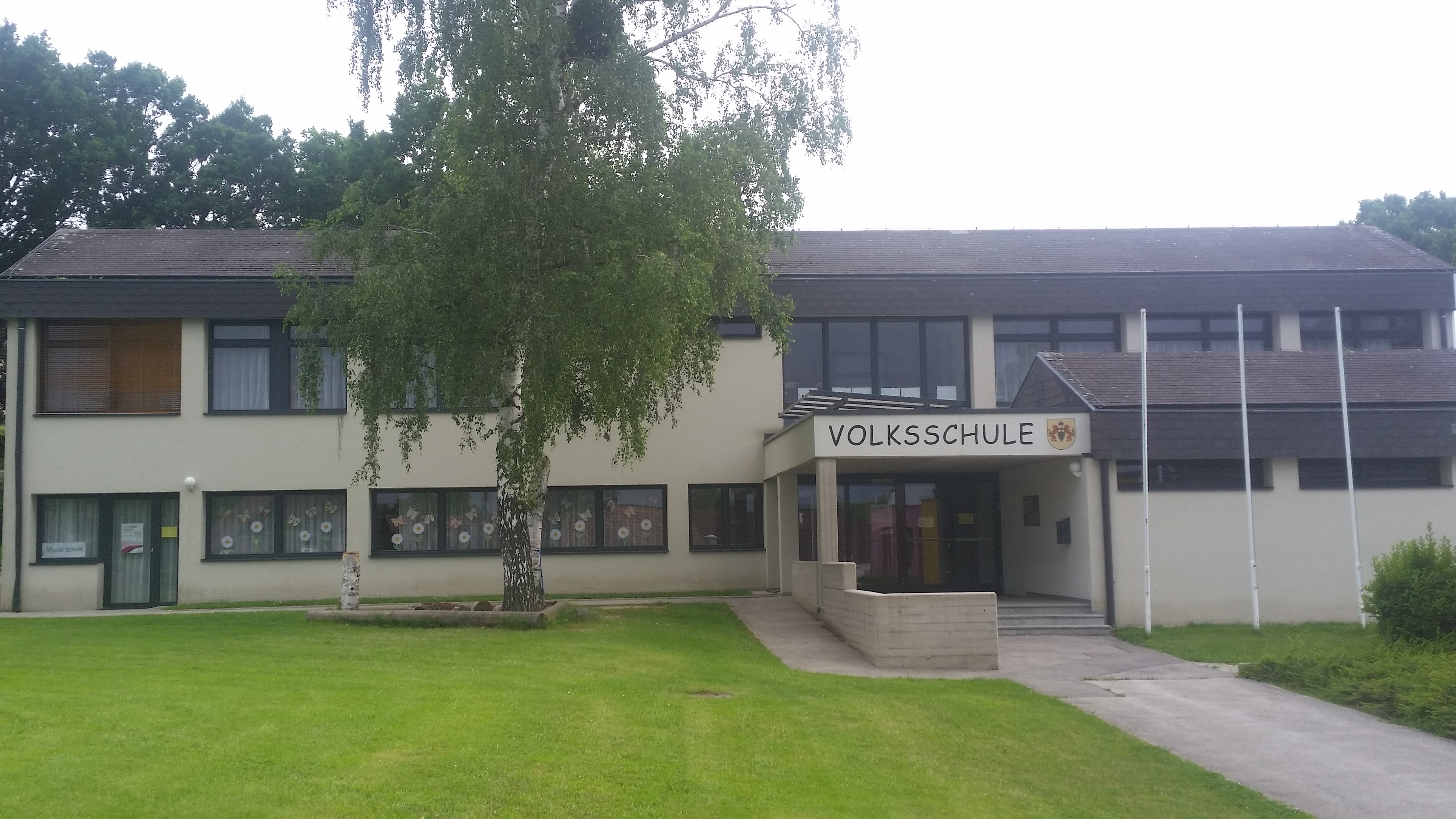
Volksschule Draßmarkt

### Arbeitsmarkt, Pendeln
Im Jahr 2011 lebten 668 Erwerbstätige in Draßmarkt, 176 davon arbeiteten in der Gemeinde und 492 pendelten aus. Von anderen Gemeinden pendelten 157 Personen nach Draßmarkt.

### Bildung
In Draßmarkt befinden sich ein Kindergarten und eine Volksschule.

## Politik

### Gemeinderat

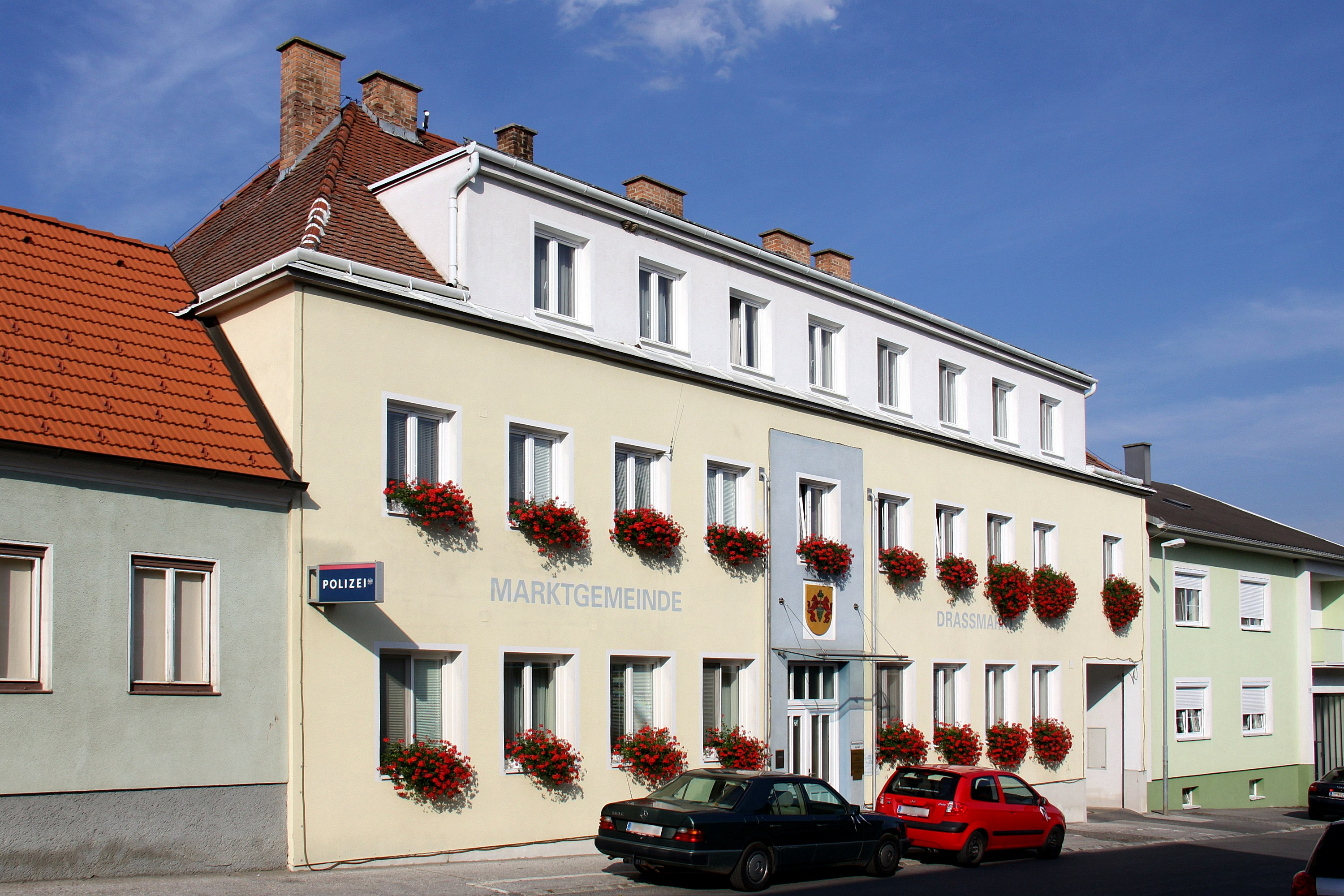
Gemeindeamt Draßmarkt

Der Gemeinderat umfasst aufgrund der Anzahl der Wahlberechtigten insgesamt 19 Mitglieder.
| Partei          | 2022             | 2022             | 2022             | 2017             | 2017             | 2017             | 2012             | 2012             | 2012             | 2007             | 2007             | 2007             | 2002             | 2002             | 2002             | 1997             | 1997             | 1997             |
| Partei          | Sti.             | %                | M.               | Sti.             | %                | M.               | Sti.             | %                | M.               | Sti.             | %                | M.               | Sti.             | %                | M.               | Sti.             | %                | M.               |
| --------------- | ---------------- | ---------------- | ---------------- | ---------------- | ---------------- | ---------------- | ---------------- | ---------------- | ---------------- | ---------------- | ---------------- | ---------------- | ---------------- | ---------------- | ---------------- | ---------------- | ---------------- | ---------------- |
| ÖVP             | 567              | 52,99            | 10               | 597              | 55,38            | 11               | 633              | 54,43            | 10               | 709              | 64,10            | 13               | 613              | 56,97            | 11               | 627              | 63,40            | 12               |
| SPÖ             | 503              | 47,01            | 9                | 481              | 44,62            | 8                | 530              | 45,57            | 9                | 375              | 33,91            | 6                | 446              | 41,45            | 8                | 362              | 36,60            | 7                |
| FBL             | nicht kandidiert | nicht kandidiert | nicht kandidiert | nicht kandidiert | nicht kandidiert | nicht kandidiert | nicht kandidiert | nicht kandidiert | nicht kandidiert | 22               | 1,99             | 0                | nicht kandidiert | nicht kandidiert | nicht kandidiert | nicht kandidiert | nicht kandidiert | nicht kandidiert |
| FPÖ             | nicht kandidiert | nicht kandidiert | nicht kandidiert | nicht kandidiert | nicht kandidiert | nicht kandidiert | nicht kandidiert | nicht kandidiert | nicht kandidiert | nicht kandidiert | nicht kandidiert | nicht kandidiert | 17               | 1,58             | 0                | nicht kandidiert | nicht kandidiert | nicht kandidiert |
| Wahlberechtigte | 1446             | 1446             | 1446             | 1398             | 1398             | 1398             | 1398             | 1398             | 1398             | 1341             | 1341             | 1341             | 1285             | 1285             | 1285             | 1235             | 1235             | 1235             |
| Wahlbeteiligung | 83,20 %          | 83,20 %          | 83,20 %          | 86,34 %          | 86,34 %          | 86,34 %          | 92,35 %          | 92,35 %          | 92,35 %          | 90,16 %          | 90,16 %          | 90,16 %          | 93,00 %          | 93,00 %          | 93,00 %          | 91,01 %          | 91,01 %          | 91,01 %          |

### Bürgermeister
Bürgermeister ist Anton Wiedenhofer (ÖVP). Er war zuvor bereits seit 2007 Vizebürgermeister. Wiedenhofer wurde am 11. Februar 2017 vom Gemeinderat als Nachfolger von Rudolf Pfneisl (ÖVP), der seit 2002 der Gemeinde vorstand, gewählt. Anlässlich der Bürgermeisterdirektwahl am 1. Oktober 2017 wurde Wiedenhofer mit 55,99 % in seinem Amt bestätigt. Er erreichte damit ein besseres Ergebnis als sein Vorgänger bei der Wahl 2012. Sein Mitbewerber war der bisherige Vizebürgermeister Alois Bader (SPÖ), der 44,01 % erreichte. In der konstituierenden Sitzung des Gemeinderats wurde Bader neuerlich zum Vizebürgermeister gewählt.
Bei der Wahl 2022 wurde Anton Wiedenhofer mit 53,14 Prozent der Stimmen im Amt bestätigt.
Leiter des Gemeindeamts ist Martin Werkovits.

### Chronik der Bürgermeister
- 1971–1982 Franz Binder (ÖVP)
- 1982–1992 Anton Kerschbaum (SPÖ)
- 1992–2002 Franz Wiedenhofer (ÖVP)
- 2002–2017 Rudolf Pfneisl (ÖVP)
- seit 2017 Anton Wiedenhofer (ÖVP)

## Persönlichkeiten

### Draßmarkt
- Edgar Schenk, akademischer Maler, ausgezeichnet mit der Silbernen Ehrennadel der Stadt Eisenstadt (1933–2019)[17]

### Oberrabnitz
- Johann Kobor, geb. Liebentritt, ehemaliger Abgeordneter zum Burgenländischen Landtag und ehemaliger Bürgermeister von Frauenkirchen
- Manfred Seidl, LBD Ingenieur, ehemaliger Landesfeuerwehrkommandant Burgenland (1989–2009)
- Franz Supper, Kammersänger, Tenor am Salzburger Landestheater

### Karl
- Johannes Fenz, Direktor der Berufsschule Eisenstadt,[18] ehemaliger Präsident des Katholischen Familienverband Österreichs, Träger des St. Martinsorden in Gold der Diözese Eisenstadt, Träger des Ritterkreuz des Silvesterordens der Erzdiözese Wien[19], Träger der Kardinal-Opilio-Rossi-Medaille